# Леонтій (Бондар)
Митрополит Леонтій (в миру: Леонід Тадейович Бондар; 24 квітня (7 травня) 1913, Трокський повіт, Віленська губернія — 24 січня 1999, Оренбург) — єпископ Російської православної церкви, митрополит Оренбурзький і Бузулуцький

## Біографія
Народився в 1913 році у Віленській губернії в родині псаломщика.
Закінчив у 1935 році Віленську духовну семінарію, в 1939 році — Богословський факультет Варшавського університету зі ступенем магістра богослов'я.
У 1940—1942 роках був послушником у Віленському Святодуховському монастирі.
25 грудня 1943 року пострижений у чернецтво архієпископом Могилівським і Мстиславским Філофеєм (Нарко), 26 грудня того ж року висвячений у ієродиякона, а 2 січня 1944 року — у сан ієромонаха.
У 1945—1947 роках був ректором Богословських пастирських курсів при Жировицькому монастирі, возведений у сан ігумена. Пізніше після перетворення курсів у Мінську духовну семінарію став її ректором. З липня 1947 року по листопад 1949 року — священик у селі Холхло, Молодеченської області, а потім у селі Ястребль Берестейської області. З листопада 1949 року — викладач та інспектор Мінської духовної семінарії.
З липня 1953 року — намісник Жировицького монастиря з возведенням у сан архімандрита.
10 серпня 1956 року в Мінську митрополитом Мінським і Білоруським Пітиримом (Свиридовим), єпископами Віленським і Литовським Алексієм (Дехтерьовим), Куйбишевським і Сизранським Митрофаном (Гутовським), Великолуцьким і Торопецьким Мстиславом (Волонсевичем) хіротонісаний у єпископа Бобруйського, вікарія Мінської єпархії.
З 19 вересня 1960 року по 16 березня 1961 року тимчасово керував Мінською єпархією.
З 5 травня 1958 року — єпископ Новосибірський і Барнаульський.  При ньому єпархія сильно постраждала від хрущовської антирелігійної кампанії. Наприклад, якщо в 1958 році в Алтайському краю було 11 церков, то в 1962 році їх залишилось лише 3.
З 14 травня 1963 року — єпископ Оренбурзький і Бузулуцький.
9 вересня 1971 року возведений у сан архієпископа.
25 лютого 1992 року возведений у сан митрополита.
Помер 24 січня 1999 року. Похований у Пантелеймонівському приділі Нікольського кафедрального собору Оренбурга.

## Нагороди
- орден святого рівноапостольного князя Володимира II ступеня (7 травня 1983 року у зв'язку з 70-річчям з дня народження та 20-річчям управління Оренбурзькою єпархією);
- орден преподобного Сергія Радонезького I ступеня (7 травня 1988 року до 75-річчя з дня народження);
- орден святого благовірного князя Данила Московського I ступеня;
- орден Дружби народів.